# قصر القسطل

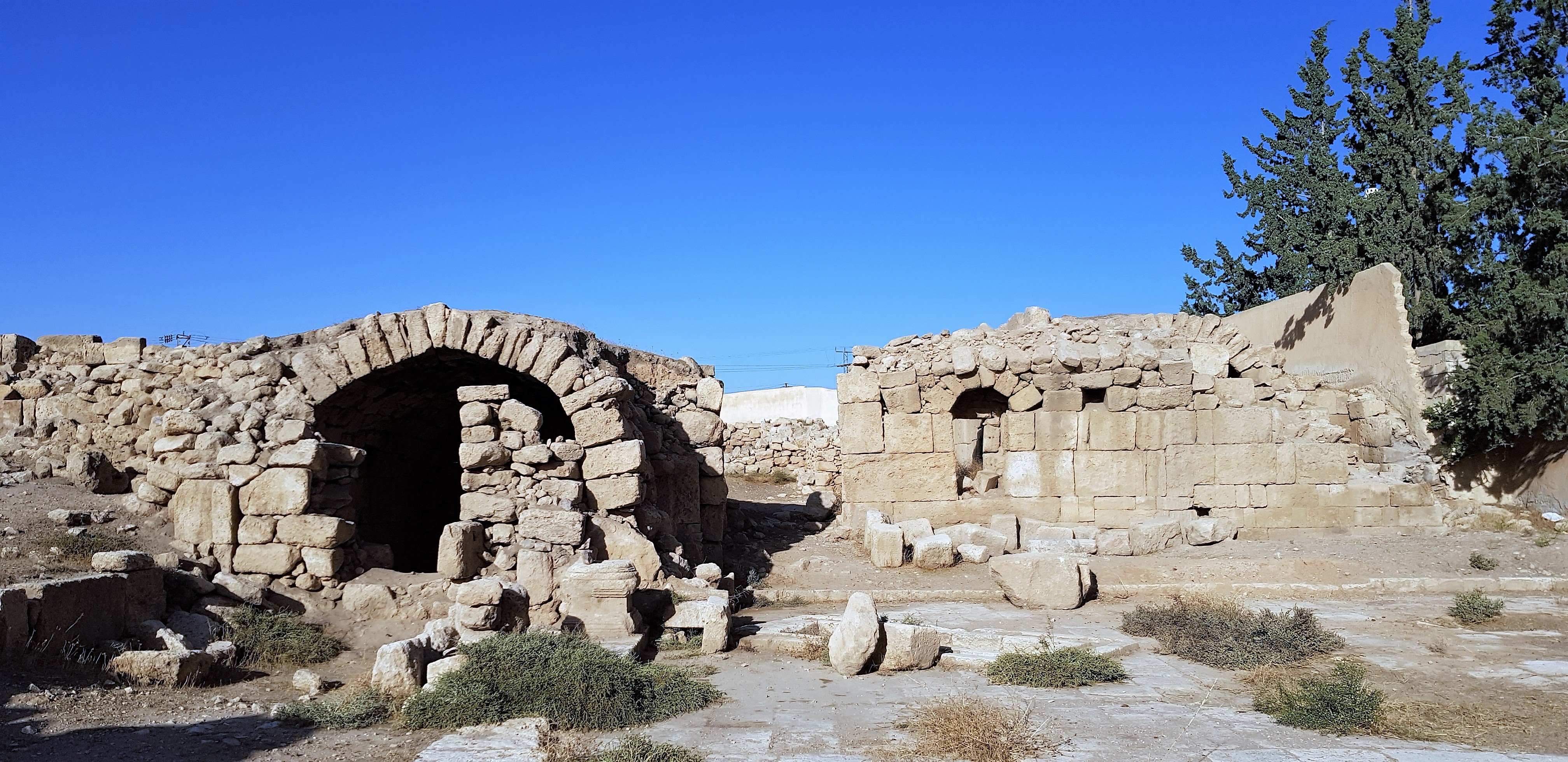
قصر القسطل

قصر القسطل هو أحد أهم القصور الأموية الصحراوية في الأردن ويقع نحو 10 كم جنوب عمان، بناء الوليد الثاني يتكون من ساحة سماوية يحيط بها قاعة العرش وغرف الخدمة، زخرف بالفسيفساء وإفريز منحوت.

## التاريخ
تشير الدلائل النصية للشاعر كثير عزة إلى أن المجمع في القسطل شيده في الأصل الخليفة يزيد بن عبد الملك. حقيقة أن المجمع في القسطل قد تم الانتهاء منه، في حين أن قصر مشتى القريب لم يتم الانتهاء منه يدل على أن القسطل قد يكون أقدم بناء أموي في المنطقة. تشير شواهد القبور من القسطل إلى أنه بعد سقوط الأمويين، استخدمت الخلافة العباسية الموقع. وعندما سقطت الخلافة العباسية، كانت هناك فترة قصيرة تم فيها التخلي عن الموقع. في وقت لاحق، استقرت سلالات المماليك والأيوبيين في القسطل، تاركين وراءهم عددًا من المباني الصغيرة.

## الهيكلة العامة لقصر القسطل
قصر القسطل كان قصر أموي. كان المبنى حوالي 68 متر مربع. ويحتوي الجدار الخارجي للقصر على 12 برجًا دائريًا على فترات بين أربعة أبراج زاوية كبيرة. يتكون الطابق الأرضي من قاعة مدخل وفناء وستة أجنحة. واحتوت القصة العليا على مجموعة أخرى من الأجنحة وقاعة الجمهور في القصر والتي كان لها تصميم ثلاثي. تم تزيين القصر في الأصل بالنقوش والفسيفساء التي تشبه الفسيفساء الموجودة في قصر الحلابات.
بالقرب من القصر يوجد موقعان جديران بالملاحظة، مسجد صغير مستطيل ومقبرة. مرفق بالمسجد واحدة من أقدم المآذن في العالم، والمعروفة باسم مئذنة القسطل. تجدر الإشارة إلى أن المقابر الموجودة في المقبرة جديرة بالملاحظة لكونها موجهة نحو القدس، بدلاً من مكة.
جاءت المياه المخصصة للقصر من سد حجري كبير وخزان بالإضافة إلى أكثر من 70 صهريجًا صغيرًا تبلغ سعته الإجمالية أكثر من مليوني متر مكعب من المياه.

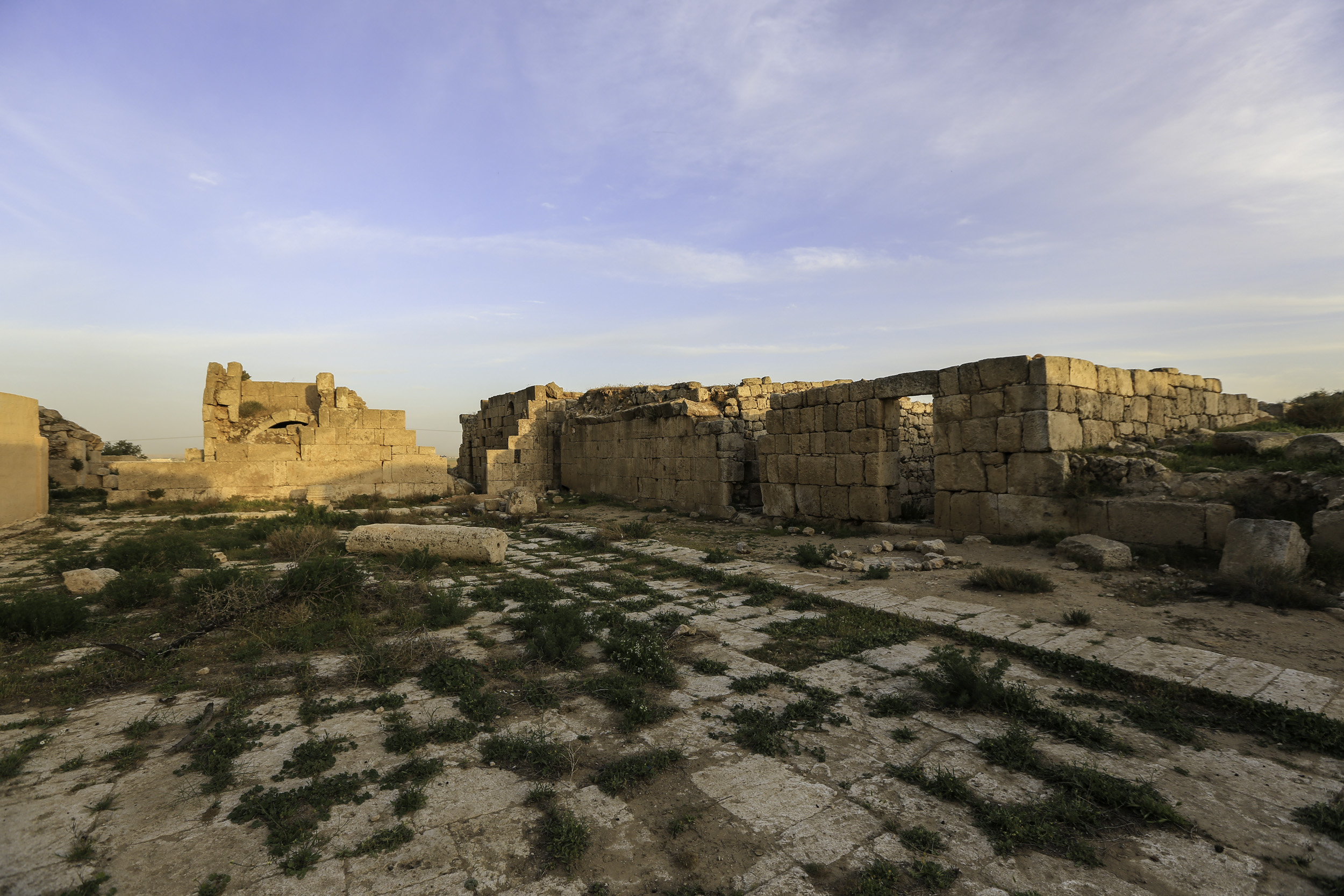
من داخل القلعة

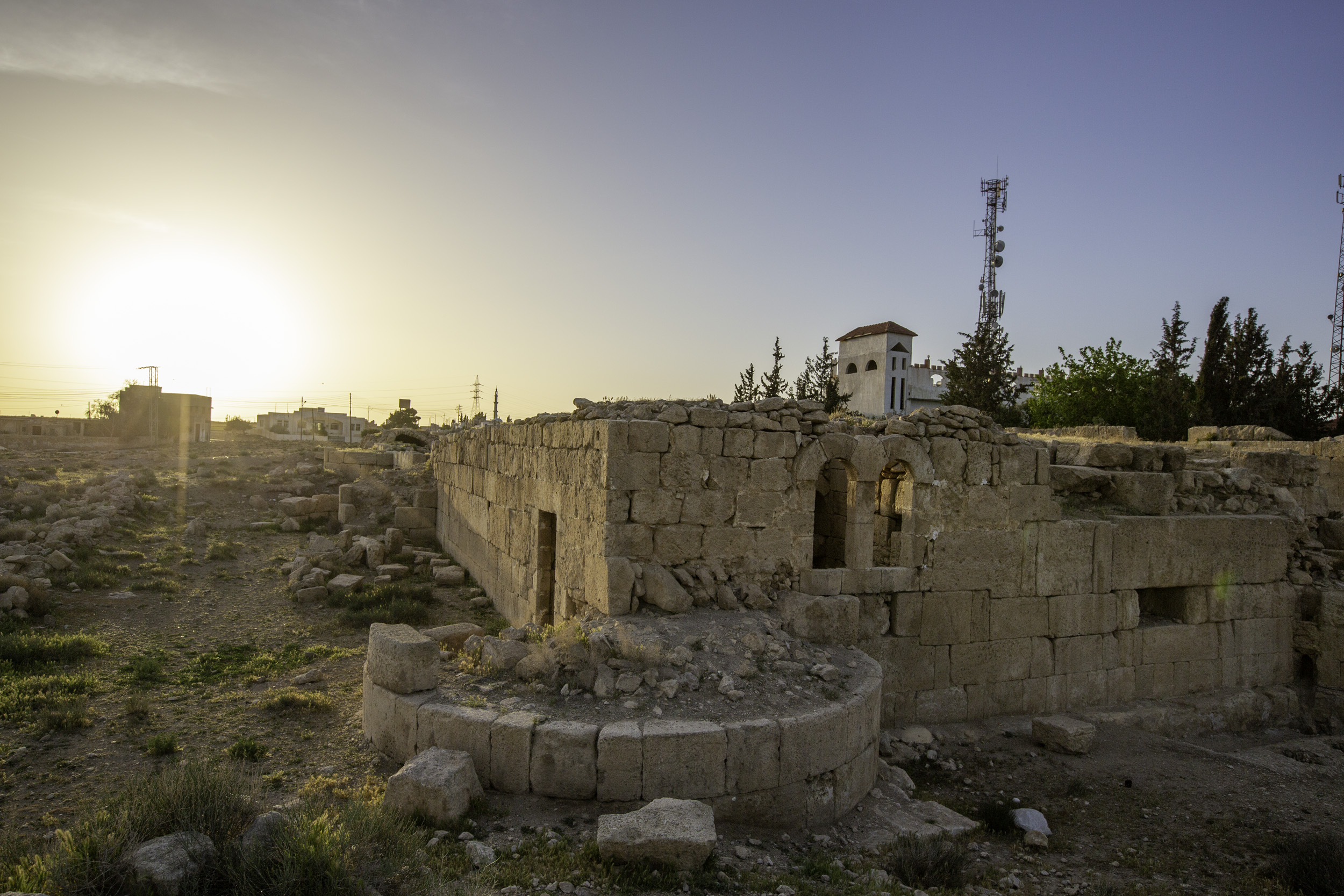
المستوطنة الاموية في القسطل.

واليوم يقع الموقع تحت الأنقاض وتمت تغطية جزء من القصر ببيت عصري مملوك لعشيرة قوية استولت على جزء كبير من الموقع واستخدمت عناصر معمارية في القصر كديكور.

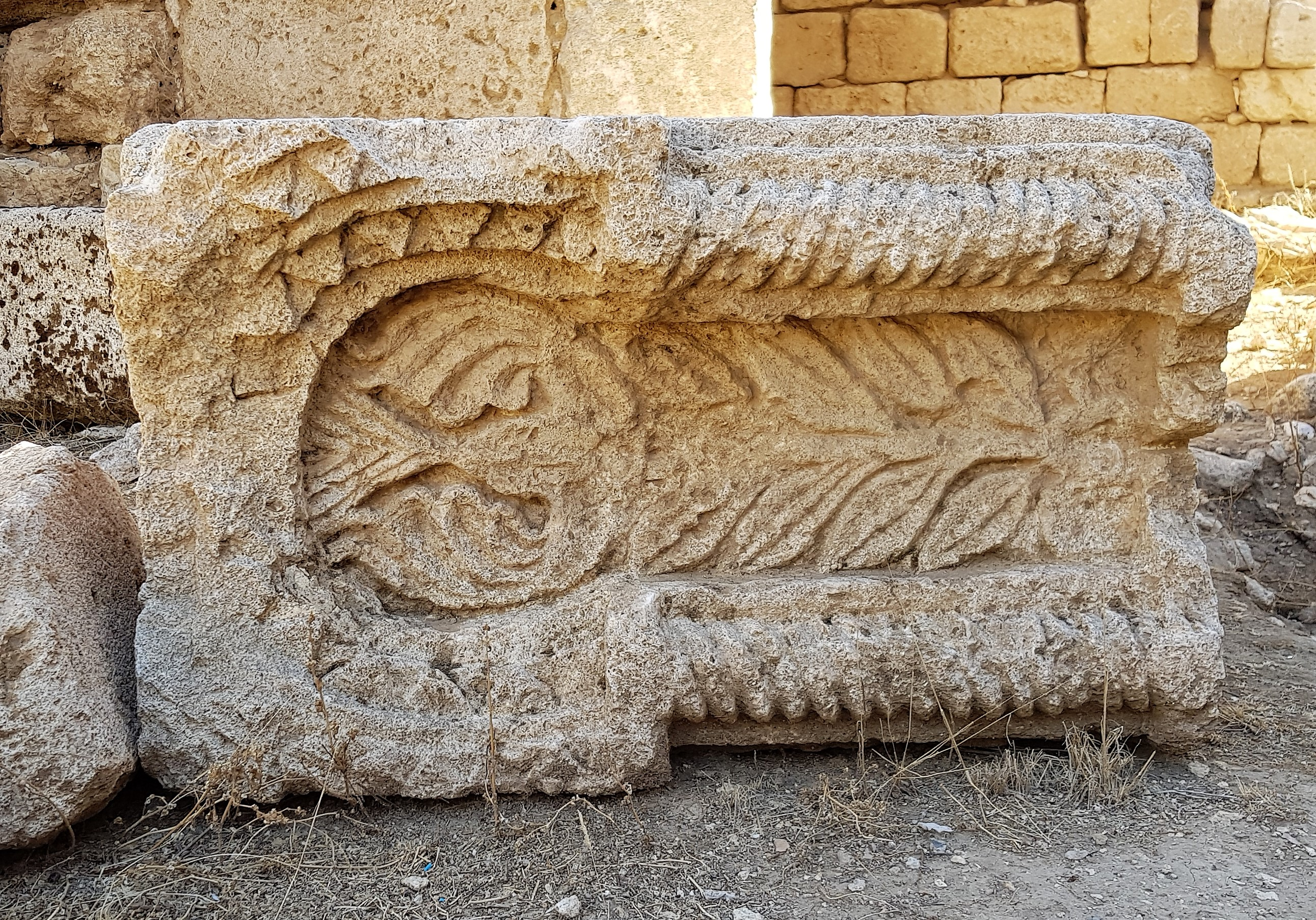
تفاصيل بقصر القسطل